# Joseph Delattre
Pour les articles homonymes, voir Delattre.
 (septembre 2020).
Si vous disposez d'ouvrages ou d'articles de référence ou si vous connaissez des sites web de qualité traitant du thème abordé ici, merci de compléter l'article en donnant les références utiles à sa vérifiabilité et en les liant à la section « Notes et références ».
Joseph Delattre, né le 12 août 1858 à Déville-lès-Rouen et mort le 6 août 1912 à Petit-Couronne, est un peintre de l'École de Rouen.

## Biographie
Joseph Delattre naît le 12 août 1858 à Déville-lès-Rouen.
En 1880, Delattre travaille comme vitrier avec son père et étudie aux cours du soir de l'école municipale de peinture, ses premiers essais montrant sa prise de position pour l'impressionnisme et contre l'enseignement officiel. Il rejoint par la suite son ami Charles Frechon, qui loue un atelier rue Frigori, avec qui il travaille. L'état de santé de Delattre se détériore, souffrant des premiers signes de la pneumopathie.
En 1886, il participe avec l'ensemble des artistes rouennais au livre Rouen en 1886 qu'il illustre abondamment. Deux ans plus tard, il envoie 7 tableaux au Salon des indépendants de Paris.
Delattre fonde en 1896 « l'Académie libre ». La campagne normande devient alors l'atelier où il enseigne à de jeunes peintres tels que Marcel Couchaux, Narcisse Guilbert, Narcisse Hénocque, Maurice Louvrier, Georges Bradberry entre autres. L'atelier est fréquenté par divers artistes dont Camille Pissarro qui dit de lui : « C'est un enthousiaste qu'on a eu l'air de moquer ici et qui, en somme, est le seul qui ait de l’œil ».
À partir de 1902, Joseph Delattre, pilier de l'école de Rouen et fervent défenseur de l'impressionnisme, s'installe à Petit-Couronne. Il participe alors à la vie de la commune encore largement tournée vers la Seine et devient ainsi le témoin de la vie couronnaise au tournant du XXe siècle. Il plante son chevalet dans les environs du café du Passage à Petit-Couronne en 1904 ; à cette époque, la critique favorable réconforte quelque peu le représentant de l'école de Rouen.
En 1906, la Société des artistes rouennais est créée, et Delattre y expose régulièrement. Quoi qu'il ne connaît qu'un succès modeste, le musée des beaux-arts de Rouen acquiert cinq de ses toiles.
La pneumopathie vient à bout de Joseph Delattre le 6 août 1912 à Petit-Couronne, où la majeure partie de ses œuvres ont été peintes.
L'année suivante, une exposition rétrospective de Joseph Delattre est tenue à l'occasion de la VIIe exposition de la Société des artistes rouennais, au Musée de Rouen (91 pièces exposées).

## Postérité

### Réception
Hommage du journaliste Georges Dubosc sur l'une de ses toiles :

« Nul parmi les plus renommés n'a su s'exprimer avec une émotion si sincère la grâce fluide des eaux, leur lente coulée sous de grands ciels limpides qui s'y reflètent, parmi les brumes légères estompant le décor de ses rives. Il y a dans cette Seine à Petit Couronne, à Biessard, des toiles de Delattre qui sont des œuvres de premier ordre, harmonies discrètes d'une largeur d'aspect surprenante, d'une atmosphère fluide vaporeuse, aérienne, où les fumées se déroulent, où les feux s'allument sur l'eau. »

Extraits d'un article de Charles Saint-Paul, « Les sites de Petit Couronne dans l'œuvre de Delattre », Dépêche de Rouen, 11 août 1924 :

« Le 4 août 1912, dans sa maison de Petit Couronne où il s'était pris d'un amour passionné pour notre terre normande, s'éteignait un artiste dont la notoriété sans cesse allait grandir [...] Joseph Delattre en des toiles toutes de délicatesse et de poésie, a immortalisé les paysages de Petit Couronne, ce petit village blotti sur les rives de la Seine, modestement caché parmi les peupliers aux feuilles argentées toujours frémissantes sous le vent du large. »

### Rétrospectives
- Rétrospective à l'occasion de la VIIe exposition de la Société des artistes rouennais, au Musée de Rouen, en 1913.
- Hommage à Joseph Delattre 1858-1912, Hôtel du Département, Rouen, du 16 novembre au 30 décembre 2012.

### Collections publiques
- Musée des beaux-arts de Rouen
- Musée des beaux-arts de Bernay
- Musée de Louviers
- Musée d'Orsay

### Hommages
Le nom de Joseph Delattre a été donné à six voies de Seine-Maritime :
- Chemin Joseph-Delattre à Barentin ;
- Rue Joseph-Delattre à Canteleu ;
- Rue Joseph-Delattre à Maromme ;
- Rue Joseph-Delattre au Mesnil-Esnard ;
- Rue Joseph-Delattre à Pavilly ;
- Rue Joseph-Delattre à Rouen.

## Galerie

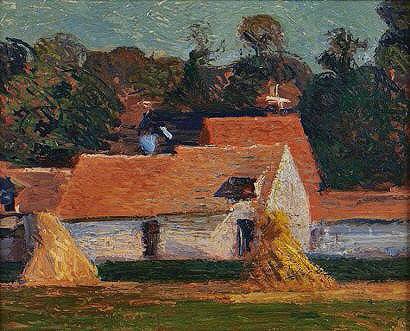
Ferme à Déville, collection privée.
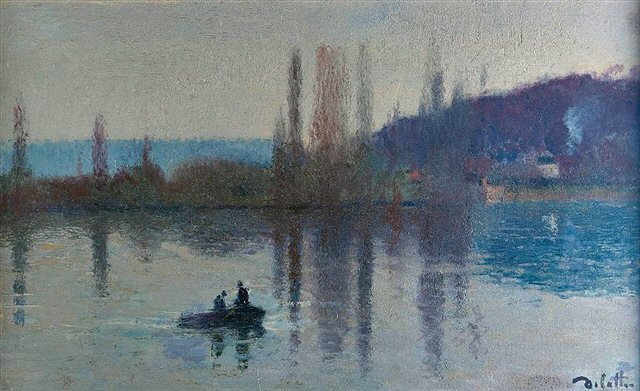
Le Lac, collection privée.
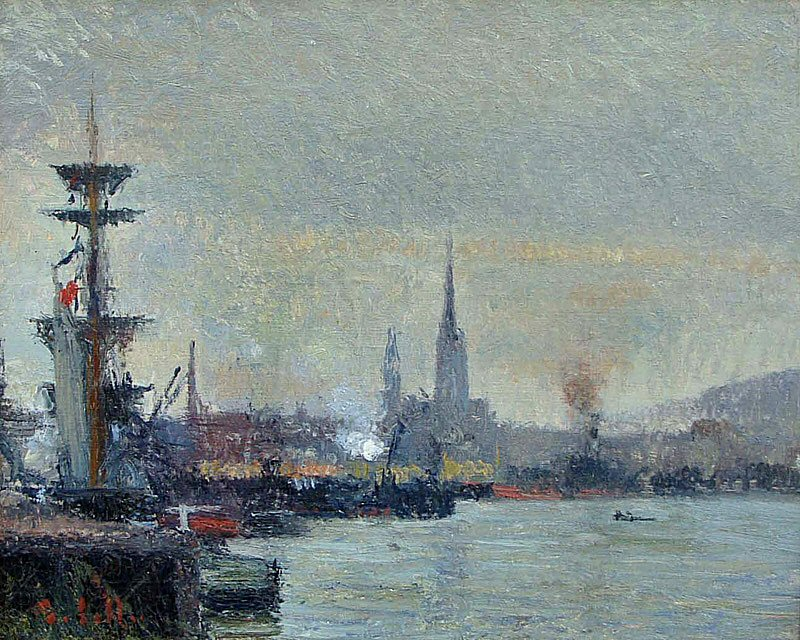
Le Port de Rouen, collection privée.